# Крашов трап
Крашов трап е бивше село в Егейска Македония, Гърция, на територията на дем Костур, област Западна Македония.

## География
Селото е било разположено на около 2 километра северозападно от Долно Дреновени.

## История
Селото се смята, че е изоставено в размирното време във на втората половина на XVIII век при конфликта на Али паша Янински и други албански феодали с централната власт. Жителите на селото се установяват в Долно Дреновени.